# Wendy-Kristy Hoogerbrugge
Wendy-Kristy Hoogerbrugge (Rotterdam, 13 juli 1987) is een Nederlands model en televisiepresentator. In 2013 werd zij verkozen tot Miss Netherlands Earth.
Hoogerbrugge studeerde vastgoed en makelaardij aan de Hogeschool Rotterdam en behaalde haar mastergraad in Management op het gebied van Strategy & Innovation aan de Open Universiteit. 
Ze is fotomodel sinds haar veertiende. Naast het lopen van coutureshows voor Paul Schulten, Mart Visser, Monique Collignon, Addy van den Krommenacker en Stephan Badal was ze te zien in Project Catwalk van RTL 5, op de Amsterdam International Fashion Week, de Masters of LXRY en als huismodel bij Koffietijd (RTL 4). Ze heeft als model gewerkt in Europa, Azië en Afrika en werd afgebeeld in onder andere Beau Monde, LXRY, FHM, Veronica Magazine en Luxsure. Ze werd gevraagd voor commercials van onder andere Philips, Samsung, Vodafone, Eneco en de NS. 
Naast dagvoorzitterschap, presenteert zij het RTL 4-programma Wooninspiraties. Voorheen presenteerde zij het RTL 4-programma Woontips, LifestyleXperience Plus, evenals de reguliere uitzending van LifestyleXperience, het RTL 4-programma Wist Je Dat?; het SBS6-programma Culinair Nederland en Lekker Leuk Leven, Veronica's Lekkerste 8 en Ondernemend Nederland op RTL 7.
In april 2012 werd Hoogerbrugge uitgeroepen tot Catwalk Model of the Year. Hetzelfde jaar werd ze gekroond tot Miss Zuid-Holland. En vervolgens tot Miss Netherlands Earth 2013. Zij vertegenwoordigde eind 2013 Nederland op de internationale Miss Earth-verkiezing in de Filipijnen. Ze is verder ambassadrice van ontwikkelingsorganisatie Sympany en EARTH Water. Samen werken zij aan waterprojecten in ontwikkelingslanden. Er is een roos naar haar vernoemd, de Rosa Wendy-Kristy.